# خورخه پاتینو
خورخه پاتینو (انگلیسی: Jorge Patino؛ زادهٔ ۸ مهٔ ۱۹۷۳) ورزشکار هنرهای رزمی ترکیبی اهل برزیل است.